# Kevelaer
Kevelaer település Németországban, azon belül Észak-Rajna-Vesztfália tartományban. Lakosainak száma 28 466 fő (2023. december 31.).

## Népesség
A település népességének változása:
| Lakosok száma | 20 971 | 28 162 | 28 021 | 27 891 | 28 232 | 28 466 |
|               | 1975   | 2017   | 2019   | 2021   | 2022   | 2023   |